# Journée de l’administrateur système

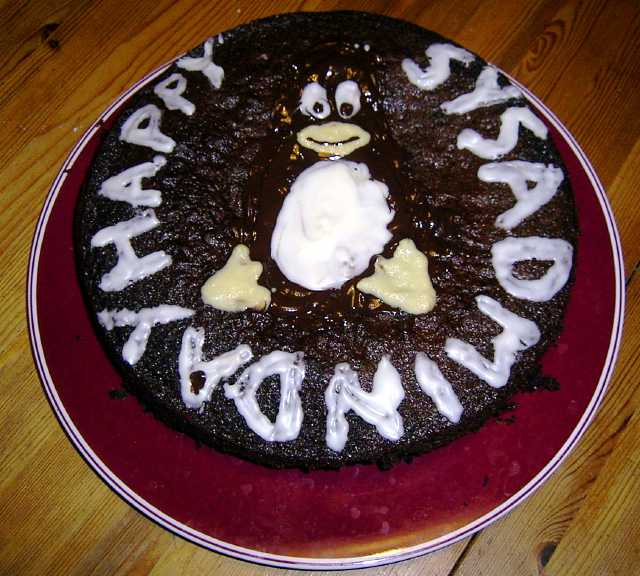
Gâteau célébrant le jour de l’administrateur système avec un Tux représenté sur le dessus.

La journée de l’administrateur système est un évènement annuel créé par l’administrateur système Ted Kekatos. L’évènement a pour but de montrer la reconnaissance du travail des administrateurs systèmes et des autres informaticiens. Il est célébré depuis l’an 2000, le dernier vendredi de juillet.

## Jour de célébration
- 2011 : 29 juillet
- 2012 : 27 juillet
- 2013 : 26 juillet
- 2014 : 25 juillet
- 2015 : 31 juillet
- 2016 : 29 juillet
- 2017 : 28 juillet
- 2018 : 27 juillet
- 2019 : 26 juillet
- 2020 : 31 juillet
- 2021 : 30 juillet
- 2022 : 29 juillet
- 2023 : 28 juillet
- 2024 : 26 juillet
- 2025 : 25 juillet